# Erghevița, Mehedinți
Erghevița este un sat în comuna Șimian din județul Mehedinți, Oltenia, România.